# Lylysjärvi
Lylysjärvi är en sjö i Finland. Den ligger i kommunen S:t Michel i landskapet Södra Savolax, i den södra delen av landet, 180 km nordost om huvudstaden Helsingfors. Lylysjärvi ligger 84,1 meter över havet. Den är 15 meter djup. Arean är 2,57 kvadratkilometer och strandlinjen är 12,36 kilometer lång. Sjön  ingår i Vuoksens huvudavrinningsområde.   I omgivningarna runt Lylysjärvi växer i huvudsak barrskog. Den sträcker sig 3,6 kilometer i nord-sydlig riktning, och 2,0 kilometer i öst-västlig riktning.
I övrigt finns följande i Lylysjärvi:
- Pienisaari (en ö)
- Piensaari (en ö)